# Халцедон
Халцедонът е скрито-кристална (микрокристална) разновидност на силициевия диоксид (кварц), отложена от нискотемпературни разтвори. Този минерал има тригонална кристална структура, стъклен блясък и твърдост 7 по Моос. Името на халцедона идва от древногръцкия град Халкедон в Мала Азия, днешен Кадъкьой, Турция.

Съществуват множество разновидности на халцедона, които се различават по своя цвят и строеж. Много популярни полускъпоценни камъни са всъщност негови разновидности, като например ахат, оникс, карнеол, сардер, хризопраз и други. Цветът му може да е плътен или на ивици (ахат), ярък или по-блед, както и полупрозрачен до непрозрачен. Натечният халцедон се формира в кухини или пукнатини, като понякога образува изключително красиви и разнообразни форми (сталактити, сферолити и други). Хризопраз е ябълково до наситено зеленият халцедон, който се цени високо като ювелирен камък. При много образци обаче зеленият цвят постепенно избледнява, но може да се възвърне чрез нагряване.

## Разновидности на халцедона
- Обикновен халцедон – безцветен, сив, синкав, полупрозрачен, просветляващ
- Ахат – минерален агрегат изграден основно от халцедон с ивичеста структура, различни включения и всевъзможни цветове от различните примеси
- Оникс – ахат с хоризонтални редуващи се черни и бели ивици
- Карнеол – просветляващ до полупрозрачен, червен, червеникаво-кафяв до оранжев халцедон
- Сардер – просветляващ до полупрозрачен, кафяв до жълтеникаво-кафяв халцедон
- Церахат – жълт до оранжев
- Хризопраз – луково до изумрудено зелен, оцветен от съединения на никела, една от най-скъпите разновидности на халцедона
- Мторолит – зелен, тъмнозелен, оцветен от съединения на хрома (синоним – хром халцедон)
- Дамсонит – виолетов халцедон

В Античността е използван за изработване на пръстени-печати, защото притежава способността да не залепва за горещия восък. Най-хубавите халцедони се добиват в Индия, като големи находища има също в Бразилия и Уругвай. В България се среща в Източните Родопи, Витоша и Шуменско.

## Галерия
- Обикновен халцедон
- Ахат
- Оникс
- Карнеол
- Хризопраз
- Мторолит (хром халцедон)